# 榎本樹
榎本 樹（えのもと いつき、2000年6月4日 - ）は、埼玉県出身のサッカー選手。タイ・リーグ1・チェンライ・ユナイテッドFC所属。ポジションはフォワード。

## 来歴
埼玉県出身でバスケス・バイロンは東松山市のジュニアユースクラブ時代にコンビを組んでいた同級生である。前橋育英高校では2年時に全国高等学校総合体育大会サッカー競技大会で得点王に輝く。冬の全国高校サッカー選手権大会の決勝戦では決勝点をきめて、前橋育英史上初の優勝に貢献した。3年生になるとU-18日本代表にも選出され、プロ入りを決意した。そして、2018年10月、松本山雅FCへの加入が内定した。
2019年8月15日、高校時代に過ごした群馬のザスパクサツ群馬へ育成型期限付き移籍することが発表された。同年12月29日、松本に復帰した。
2020年7月26日、第7節の大宮アルディージャで先発に抜擢されてJ2デビューを果たした。。
2023年12月29日、契約満了に伴い松本を退団する旨が発表された。
2024年からシンガポールプレミアリーグのヤング・ライオンズに加入。
2025年1月7日、BGタンピネス・ローバースFCに移籍。2024-25シーズン終了後の6月15日、契約満了に伴い退団する旨が発表された。
2025年7月5日、タイ王国のシンハー・チェンライ・ユナイテッドFCに移籍。

## 所属クラブ
- 東松山ペレーニアジュニア
- 東松山ペレーニアジュニアユース
- 前橋育英高等学校
- 2019年 - 2023年  松本山雅FC
  - 2019年8月 - 同年12月  ザスパクサツ群馬（育成型期限付き移籍）
- 2024年  ヤング・ライオンズ
- 2025年1月 - 同年6月  BGタンピネス・ローバースFC
- 2025年7月 -  チェンライ・ユナイテッドFC

## 個人成績
| 国内大会個人成績 | 国内大会個人成績 | 国内大会個人成績 | 国内大会個人成績 | 国内大会個人成績 | 国内大会個人成績 | 国内大会個人成績 | 国内大会個人成績 | 国内大会個人成績 | 国内大会個人成績 | 国内大会個人成績 | 国内大会個人成績 |
| 年度             | クラブ           | 背番号           | リーグ           | リーグ戦         | リーグ戦         | リーグ杯         | リーグ杯         | オープン杯       | オープン杯       | 期間通算         | 期間通算         |
| 年度             | クラブ           | 背番号           | リーグ           | 出場             | 得点             | 出場             | 得点             | 出場             | 得点             | 出場             | 得点             |
| 日本             | 日本             | 日本             | 日本             | リーグ戦         | リーグ戦         | リーグ杯         | リーグ杯         | 天皇杯           | 天皇杯           | 期間通算         | 期間通算         |
| ---------------- | ---------------- | ---------------- | ---------------- | ---------------- | ---------------- | ---------------- | ---------------- | ---------------- | ---------------- | ---------------- | ---------------- |
| 2019             | 松本             | 27               | J1               | 0                | 0                | 4                | 0                | 0                | 0                | 4                | 0                |
| 2019             | 群馬             | 27               | J3               | 3                | 0                | -                | -                | -                | -                | 3                | 0                |
| 2020             | 松本             | 25               | J2               | 3                | 0                | 1                | 0                | -                | -                | 4                | 0                |
| 2021             | 松本             | 25               | J2               | 13               | 3                | -                | -                | 2                | 0                | 15               | 3                |
| 2022             | 松本             | 25               | J3               | 28               | 4                | -                | -                | 1                | 1                | 29               | 5                |
| 2023             | 松本             | 25               | J3               | 22               | 1                | -                | -                | -                | -                | 22               | 1                |
| 通算             | 日本             | 日本             | J1               | 0                | 0                | 4                | 0                | 0                | 0                | 4                | 0                |
| 通算             | 日本             | 日本             | J2               | 16               | 3                | 1                | 0                | 2                | 0                | 19               | 3                |
| 通算             | 日本             | 日本             | J3               | 53               | 5                | -                | -                | 1                | 1                | 54               | 6                |
| 総通算           | 総通算           | 総通算           | 総通算           | 69               | 8                | 5                | 0                | 3                | 1                | 77               | 9                |

出場歴
- 公式戦初出場 - 2019年4月10日 JリーグYBCルヴァンカップ第3節 vsジュビロ磐田戦 (サンプロ アルウィン)
- Jリーグ初出場 - 2019年11月24日 J3第32節 vsガンバ大阪U-23戦 (パナソニックスタジアム吹田)
- Jリーグ初得点 - 2021年9月19日 J2第30節 vsツエーゲン金沢戦 (石川県西部緑地公園陸上競技場)

## タイトル

### クラブ
前橋育英高校
- 全国高等学校サッカー選手権大会（2017年）

### 個人
- 全国高等学校総合体育大会サッカー競技大会・得点王（2017年）
- 全国高等学校総合体育大会サッカー競技大会・優秀選手（2017年、2018年）

## 代表歴
- U-18日本代表
  - SBSカップ 国際ユースサッカー（2018年）